# Stukkenjagers Weekendtoernooi
Stukkenjagers Weekendtoernooi is een schaaktoernooi dat georganiseerd wordt door de schaakvereniging De Stukkenjagers uit Tilburg.
Het toernooi wordt georganiseerd sinds 1994. Het toernooi wordt vanaf 2008 georganiseerd in 3 groepen. Groep A voor schakers met een KNSB-rating van boven de 1950, Groep B voor schakers met een KNSB-rating tot 2000 en Groep C voor schakers met een rating tot 1600.
Het toernooi wordt gespeeld in zes ronden in een Zwitsers systeem. Het speeltempo van de partij gaat met de fischerklok en bedraagt 105 minuten voor de hele partij plus 15 seconden vanaf zet één.

## Vorige winnaars
| Jaar | Winnaar |
| ---- | --- |
| 1994 | Ralf Åkesson |
| 1995 | Aleksej Barsov en Raset Ziatdinov                                                                                            |
| 1996 | Edwin van Haastert |
| 1997 | Michail Goerevitsj |
| 1998 | Bernd Kohlweyer en Vladimir Chuchelov                                                                                        |
| 1999 | Sergej Tiviakov en Vladimir Chuchelov                                                                                        |
| 2000 | Willy Hendriks |
| 2001 | Vladimir Chuchelov, Alexandre Dgebuadze en Friso Nijboer                                                                     |
| 2002 | Vladimir Chuchelov, Nicolai Pedersen, Rustam Kasimdzjanov, Dharma Tjiam, Jevgeni Ermenkov, Maarten Solleveld en Maurice Peek |
| 2003 | Daniël Fridman en Erik van den Doel                                                                                          |
| 2006 | Oleg Kornejev, Normunds Miezis, David Smerdon, Sipke Ernst, Martin Senff                                                     |
| 2007 | Erik van den Doel, Alexandre Dgebuadze, Tigran Gharamian, Vladimir Jepisjin, Sipke Ernst en Vladimir Georgiev                |
| 2008 | Robin Swinkels |
| 2009 | Felix Levin |
| 2010 | niet gespeeld |
| 2011 | Cor van Dongen, Mark Haast, Nils Nijs                                                                                        |